# Kim Lammers
Kim Lammers, född den 21 april 1981 i Amsterdam, Nederländerna, är en nederländsk landhockeyspelare.
Hon tog OS-guld i damernas landhockeyturnering i samband med de olympiska landhockeytävlingarna 2012 i London.